# Словарь
Слова́рь — книга или любой другой источник, информация в котором упорядочена (систематизирована) с помощью разбивки на небольшие статьи, отсортированные по названию или тематике. Различают энциклопедические и лингвистические словари.
С развитием компьютерной техники всё большее распространение получают электронные словари и онлайн-словари.
Первым русским словарём принято считать Азбуковник, помещённый в списке Кормчей книги 1282 года и содержащий 174 слова.

## Определения
Разные источники по-разному определяют понятие «словарь»:
- словарь — книга, содержащая собрание слов (или морфем, словосочетаний, идиом и т. д.), расположенных по определённому принципу, и дающая сведения об их значениях, употреблении, происхождении, переводе на другой язык и т. п. (лингвистические словари) или информацию о понятиях и предметах, ими обозначаемых, о деятелях в каких-либо областях науки, культуры и др.[3];
- словарь — сборник слов, речений какого-либо языка, с толкованием или с переводом. Словари бывают общие и частные, обиходные и научные[4];
- словарь — собрание слов (обычно в алфавитном порядке), устойчивых выражений с пояснениями, толкованиями или с переводом на другой язык[5];
- словарь — собрание слов какого-либо языка азбучным порядком или по словопроизводству расположенных[6];
- словарь — книга, содержащая перечень слов, обычно с пояснениями, толкованиями или переводом на другой язык[7];
- словарь — книга, содержащая перечень слов, расположенных по тому или иному принципу (например, по алфавиту), с теми или иными объяснениями[8].

## Типология
Словари принято делить на два основных типа: энциклопедические и лингвистические.
Объект описания лингвистических (языковых) словарей — языковые единицы (слова, словоформы, морфемы). В таком словаре слово (словоформа, морфема) может быть охарактеризовано с разных сторон, в зависимости от целей, объёма и задач словаря: со стороны смыслового содержания, словообразования, орфографии, орфоэпии, правильности употребления. В зависимости от того, сколько признаков слова описаны в словаре, различают словари одноаспектные и многоаспектные.
- Синхронические лингвистические словари отражают срез языка какого-то определённого времени (например, языка XVIII века, современного языка).
- Диахронические (например, этимологические) — отражают развитие языка с течением времени.

Энциклопедические (др.-греч. ἐγκύκλιος παιδεία, дословно — «обучение в полном круге») словари содержат экстралингвистическую информацию об описываемых языковых единицах; эти словари содержат сведения о научных понятиях, терминах, исторических событиях, персоналиях, географии и т. п. В энциклопедическом словаре нет грамматических сведений о слове, а даётся информация о предмете, обозначаемом словом.
Терминологический словарь содержит термины какой-либо области знания или темы и их толкования.

## Примеры словарей

### XIX век
- Николай Яновский. Новый словотолкователь, расположенный по алфавиту. Часть первая.. — СПб.: Императорская академия наук, 1803.

- Пётр Алексеев. Церковный словарь. Часть первая. А — Д. — СПб.: Типография Ивана Глазунова, 1817. — С. 279.

### XX век
- Французско-русский разговорник
- Англо-русский словарь
- Большой англо-русский политехнический словарь
- Толковый словарь современного английского языка для продвинутого этапа
- Толковый словарь русского языка под редакцией С. И. Ожегова
- Советский энциклопедический словарь
- Биологический энциклопедический словарь
- Математический энциклопедический словарь